# Années 800

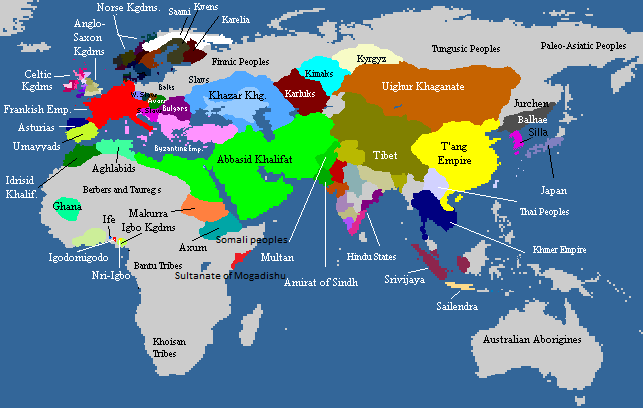
Les grands empires de l'Ancien Monde vers l'an 820.

Les années 800 couvrent la période de 800 à 809.

## Événements
- 799 : premier raid viking signalé en Europe continentale, à savoir celui contre le monastère Saint-Philibert situé sur l'île de Noirmoutier[1]. Dès 800, Charlemagne organise une défense active sur les côtes de son empire contre eux[2].
- 17 novembre 799 : dernière inscription répertoriée sur le centre maya de Palenque, qui commence son déclin dans le Mexique actuel[3].
- Vers 800 :
  - le royaume du Kanem est fondé vers cette époque en Afrique occidentale, dans la région du lac Tchad[4].
  - des colons ouïghours vont fonder des colonies dans les oasis du Tarim (Serinde, Karachar, Bechbalik, Tourfan)[5].

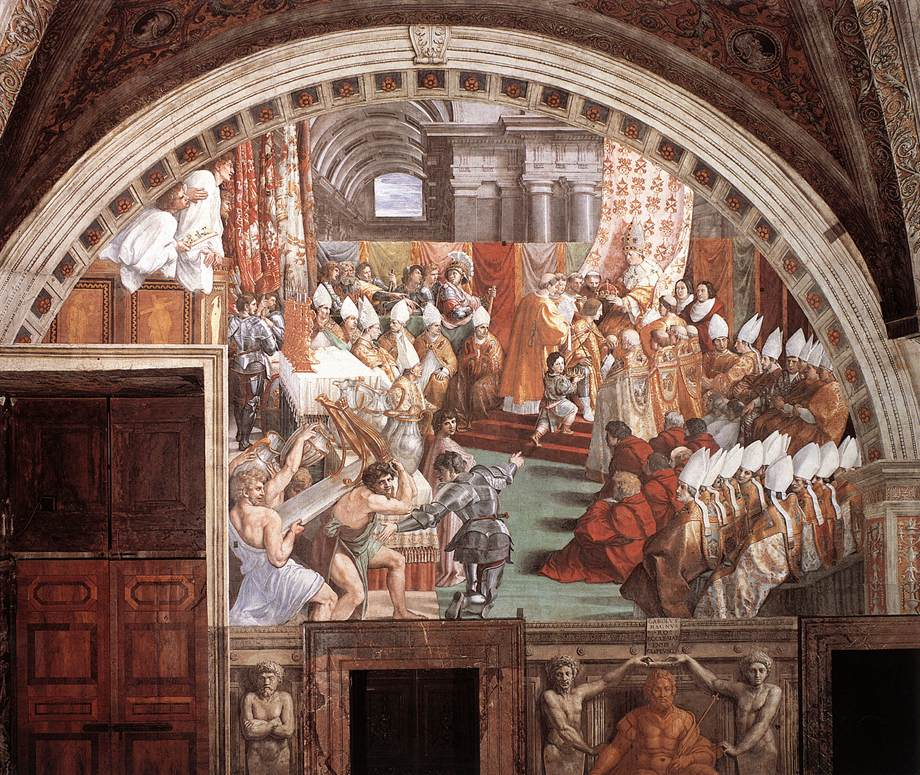
Le Sacre de Charlemagne par Raphaël.

- 25 décembre 800 : sacre de Charlemagne par le pape à Rome. Restauration de l'empire d'Occident (renovatio imperii)[6].
- 801-809 : les Francs prennent Barcelone aux musulmans (801), puis occupent brièvement Tarragone (808) mais échouent devant Tortosa ; une marche franque est constituée entre le califat de Cordoue et l'empire carolingien[7] ; le marquisat de Gothie, est confiée au comte Guillaume de Gellone.
- 802 : fondation de l'Empire khmer (802-1432)[8].

- 802-805 : l’empereur du Japon Kammu permet au moine Saichō de se rendre sur le continent en se joignant à une mission officielle[9]. En Chine, il prend contact avec une nouvelle école bouddhique, la « Terrasse du Ciel » (Tendai), qui professe que chaque être, même inanimé, porte la nature de Bouddha et peut parvenir un jour à l’Illumination. Le moine Kūkai, de retour de Chine (804-806), rend visite à Saichō sur le mont Hiei. Il rapporte une autre enseignement de la « Terrasse du Ciel », moins théorique que le Sūtra du Lotus, les « Formules Justes » (Shingon). Le principe en est que le monde peut être débarrassé du Mal entravant la progression vers la compréhension totale, à condition d’utiliser les « paroles justes », qui réveillent les énergies positives. Saichō se déclare le disciple de Kūkai et lui demande de recevoir de ses mains les ordres majeurs.
- Avant 804-810 : règne du roi danois Godfred[10].
- 807/808 : début de la querelle du Filioque entre les Églises de Rome et de Constantinople[11].

## Personnages significatifs
Alcuin
- Al-Amin
- Charlemagne
- Egbert de Wessex
- Godfried de Danemark
- Guillaume de Gellone
- Han Yu
- Haroun ar-Rachid
- Irène l'Athénienne
- Jayavarman II
- Leidrade
- Louis le Pieux
- Nicéphore Ier
- Pépin d'Italie
- Saichō
- Théodore Studite
- Théodulf d'Orléans